# La seconda chance
La seconda chance è un film del 2023 diretto da Umberto Carteni.

## Trama
Max e Anna sono sposati da 25 anni e hanno due figli gemelli - Tina e Nico - che stanno per diventare maggiorenni. Dopo che la loro festa di compleanno è andata particolarmente male, i due genitori esprimono il desiderio che i loro figli tornino bambini. Cosa che al mattino dopo effettivamente accade, visto che si ritrovano in casa due neonati. Per farli tornare grandi dovranno imparare più cose possibili su di loro.

## Distribuzione
Il film è uscito al cinema il 26 ottobre 2023. È poi stato trasmesso in prima visione TV su Rai 1 in prima visione il 29 dicembre 2023, venendo seguito da 2 033 000 spettatori, pari al 12,4% di share.